# Tove Ditlevsen
Tove Irma Margit Ditlevsen (n. 14 de dezembro de 1917 – 7 de março de 1976) foi uma poeta e autora dinamarquesa . Com obras publicadas em vários gêneros, ela era uma das autoras mais conhecidas da Dinamarca na época de sua morte.

## Vida

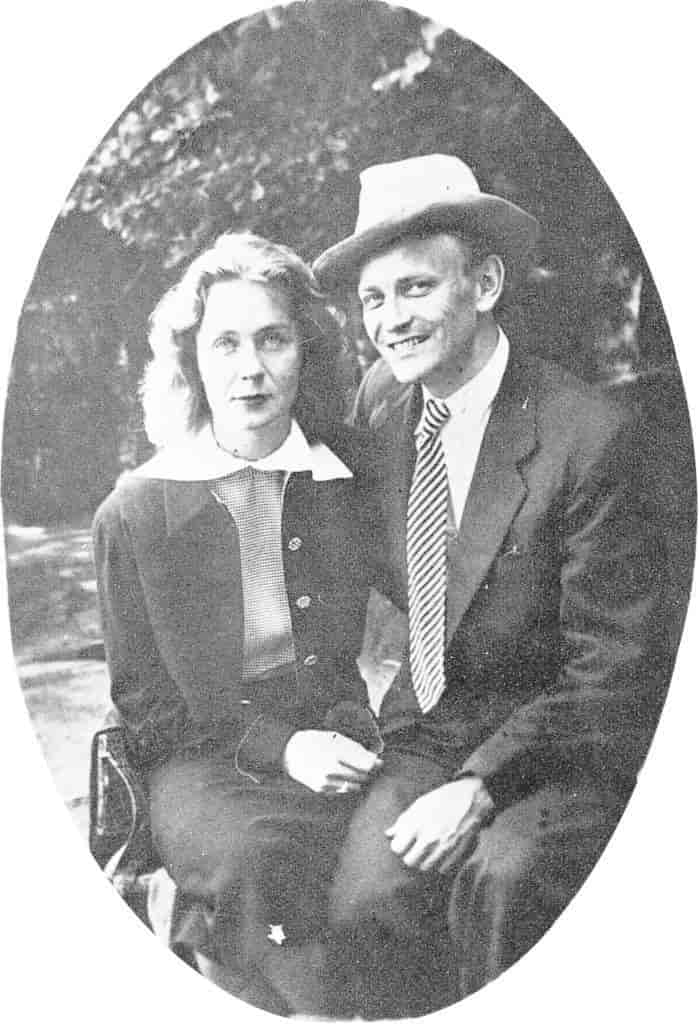
Ditlevsen e Victor Andreasen como recém-casados, 1951

Tove Ditlevsen nasceu em Copenhagen e cresceu no bairro operário de Vesterbro . Suas experiências de infância foram os pontos focais de seu trabalho. Ditlevsen foi casada e divorciada quatro vezes.
Em sua vida, Ditlevsen publicou 29 livros, incluindo contos, romances, poesias e memórias . Identidade feminina, memória e perda da infância são temas recorrentes em sua obra. Ela começou a escrever poemas aos dez anos de idade. Seu primeiro volume de poesia foi publicado aos vinte e poucos anos. Em 1947, ela experimentou o sucesso popular com a publicação de sua coleção de poesia Blinkende Lygter (Flickering Lights). A Danish Broadcasting Corporation a contratou para escrever um romance, Vi har kun hinanden (Nós só temos um ao outro), que foi publicado em 1954 e transmitido em parcelas de rádio. Ditlevsen também escrevia uma coluna no semanário Familie Journalen, respondendo a cartas de leitores.
Três de seus livros, Barndom (Infância), Ungdom (Juventude) e Gift (que significa veneno e casado), formam uma trilogia autobiográfica. Os dois primeiros livros foram traduzidos por Tiina Nunnally e publicados em 1985 pela Seal Press sob o título Early Spring. A trilogia completa, com o terceiro livro traduzido foi publicada em um volume em língua inglesa em 2019 (com os títulos Childhood, Youth and Dependency ) e denominada A Trilogia de Copenhague.
Ao longo de sua vida adulta, Ditlevsen lutou contra o abuso de álcool e drogas e foi internada várias vezes em um hospital psiquiátrico, um tema recorrente em seus romances. Em 1976, ela morreu por suicídio de uma overdose de pílulas para dormir.

## Reconhecimento e legado
Ditlevsen foi premiado com o Tagea Brandt Rejselegat em 1953 e De Gyldne Laurbær em 1956. Em 2014, ela foi incluída no cânone literário das escolas primárias dinamarquesas, como uma das escritoras obrigatórias na formação de jovens.